# Websterit

Websterite im Dreistoffdiagramm Olivin-Orthopyroxen-Klinopyroxen

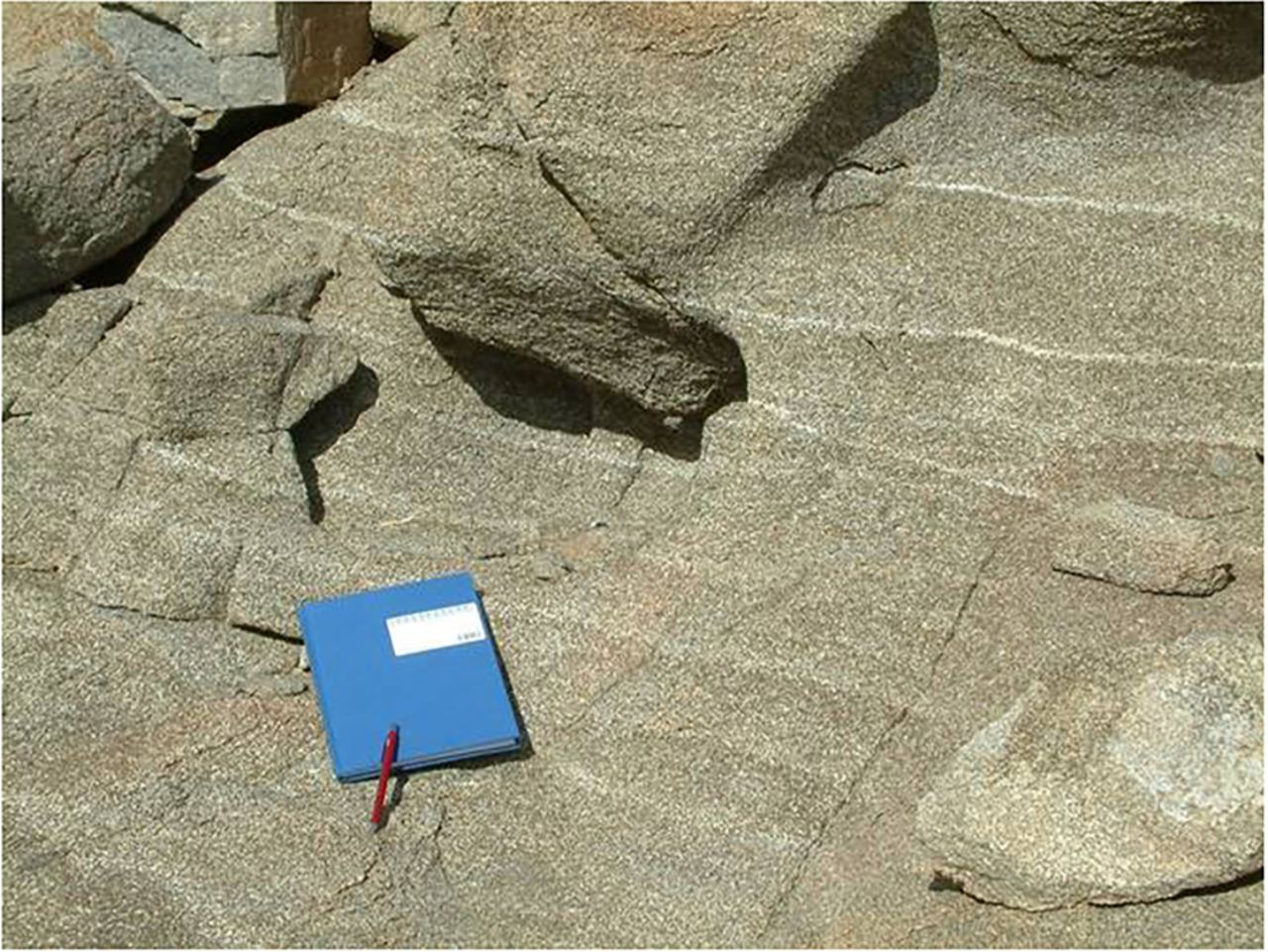
Gebänderter Websterit in einem Lagergang in den McMurdo-Trockentälern, Antarktika

Websterite sind relativ seltene Gesteine aus der Gruppe ultramafischer Gesteine. Der Gehalt an Klinopyroxen, Orthopyroxen und Olivin liegt zusammen bei mindestens 90 %, wobei der Anteil von Olivin an den mafischen Mineralen 10 % nicht übersteigt. Damit gehört das Gestein zur Gruppe der Pyroxenite mit einem Verhältnis der Klinopyroxene zu den Orthopyroxenen mit 1:9 bis 9:1. Typische Nebengemengteile sind Granate und Spinelle. Seinen Namen erhielt das Gestein nach dem Ort Webster in North Carolina. Websterite treten meist als Kumulate in zonierten ultrabasischen Komplexen mit Peridotiten auf.